# Fritz von Benesch
Fritz von Benesch (* 29. September 1894 in Graz; † 31. August oder 1. September 1916 in Russland vermisst) war ein österreichischer Geologiestudent.
Von Benesch studierte von 1912 bis 1914 Geologie und Paläontologie zunächst an der Universität Graz, dann an der Universität Wien. Er beschrieb eine Landmollusken-Fauna aus dem Miozän. Ferner stammt von ihm die Erstbeschreibung des Cizlakit-Vorkommens im heutigen Slowenien, die postum veröffentlicht wurde. Vor Abschluss seines Studiums wurde Benesch 1914 während des Ersten Weltkriegs eingezogen, er fiel 1916.

## Veröffentlichungen
- Über einen neuen Aufschluß im Tertiärbecken von Rein, Steiermark. In: Verhandlungen der Geologischen Reichsanstalt. Wien 1913, S. 342–351 (zobodat.at [PDF; 692 kB]).
- Die mesozoischen Inseln am Poßruck (Mittelsteiermark). In: Mitteilungen der Geologischen Gesellschaft in Wien. Band 7, Wien 1914, S. 173–194 (zobodat.at [PDF; 841 kB]).
- Beiträge zur Gesteinskunde des östlichen Bachergebirges (Südsteiermark). In: Mitteilungen der Geologischen Gesellschaft in Wien. Band 10, Wien 1917, S. 161–183 (zobodat.at [PDF; 952 kB]).